# Kanton Nyons
Kanton Nyons is een voormalig kanton van het Franse departement Drôme. Het kanton maakte deel uit van het arrondissement Nyons. Het werd opgeheven bij decreet van 20 februari 2014 met uitwerking op 22 maart 2015. Alle gemeenten werden opgenomen in het nieuwe kanton Nyons et Baronnies.

## Gemeenten
Het kanton Nyons omvatte de volgende gemeenten:
- Arpavon
- Aubres
- Châteauneuf-de-Bordette
- Chaudebonne
- Condorcet
- Curnier
- Eyroles
- Les Pilles
- Mirabel-aux-Baronnies
- Montaulieu
- Nyons (hoofdplaats)
- Piégon
- Saint-Ferréol-Trente-Pas
- Sainte-Jalle
- Saint-Maurice-sur-Eygues
- Valouse
- Venterol
- Vinsobres